# Kazuhiro Sato
Kazuhiro Sato (佐藤 和弘 Sato Kazuhiro?), född 28 september 1990 i Gifu prefektur, är en japansk fotbollsspelare.
Sato började sin karriär 2013 i Zweigen Kanazawa. Han spelade 95 ligamatcher för klubben. 2016 flyttade han till Mito HollyHock. Efter Mito HollyHock spelade han för Ventforet Kofu och Oita Trinita.